# ميشيل دوغلاس غيديس
ميشيل دوغلاس غيديس هو لاعب كرة قدم برازيلي في مركز الهجوم، ولد في 16 يناير 1992 في سانتا لوزيا في البرازيل. لعب مع جمعية بورتوغيزا الرياضية ونادي اتلتيكو سوروكابا ونادي بوا إيسبورت.

## وصلات خارجية
- ميشيل دوغلاس غيديس على موقع قاعدة بيانات كرة القدم.إي يو (الإنجليزية)
- ميشيل دوغلاس غيديس على موقع Soccerway.com (الإنجليزية)